# Faille de Darling
La faille de Darling  est l'une des plus  longues et des plus significatives des  failles d'Australie, s'étendant sur au moins  1 500 km et avec une orientation nord–sud  et située près de la côte Ouest de la partie Sud de l'Australie-Occidentale. C'est une frontière géologique  majeure  séparant le craton ancien (Craton de Yilgarn) à l'Est de la région plus jeune de l'orogénèse du Pinjarra (Australie) et surplombant le bassin de Perth datant du  Phanerozoique à l'ouest. La zone de la faille est très ancienne et formée initialement  pendant le Protérozoique.
Dans la région de Perth, la faille de  Darling  semble  avoir coïncidé avec la Darling Scarp, qui est l'escarpement abrupte immédiatement à l'Est de la ville de Perth, mais le relief a depuis été érodé sur le versant Est de la faille, laissant des formations de pieds de falaises connues sous le nom de Ridge Hill Shelf (en). La faille est située sur la partie Ouest des Ridge Hill Shelf et un point de référence pour la localiser est le point où le Great Eastern Highway passe au-dessus de la ligne de l'Eastern Railway (Western Australia) (en) près de Bellevue, Australie-Occidentale.